# Uroctonites huachuca
Espèce
Synonymes
- Uroctonus huachuca Gertsch & Soleglad, 1972

Uroctonites huachuca est une espèce de scorpions de la famille des Vaejovidae.

## Distribution
Cette espèce est endémique d'Arizona aux États-Unis. Elle se rencontre dans le comté de Santa Cruz dans les monts Santa Rita et dans le comté de Cochise les monts Huachuca.

## Description
La femelle holotype mesure 35,7 mm et le mâle paratype 38,7 mm.

## Systématique et taxinomie
Cette espèce a été décrite sous le protonyme Uroctonus huachuca par Gertsch et Soleglad en 1972. Elle est placée dans le genre Uroctonites par William et Savary en 1991.

## Étymologie
Son nom d'espèce lui a été donné en référence au lieu de sa découverte, les monts Huachuca.

## Publication originale
- Gertsch & Soleglad, 1972 : « Studies of North American scorpions of the genera Uroctonus and Vejovis. » Bulletin of the American Museum of Natural History, no 148, p. 549–608 (texte intégral).